# Paweł Sibik
Paweł Sibik, né le 15 février 1971 à Niemcza, est un footballeur international polonais. Il occupait le poste de milieu de terrain.

## Biographie

### Vers la coupe du monde
Paweł Sibik commence sa carrière à l'Argona Niemcza, avant de partir en 1989 au Lechia Dzierżoniów. Six ans plus tard, il rejoint l'Odra Wodzisław Śląski, alors club de deuxième division. Pour sa première saison au club, il décroche le titre de champion, et monte donc dans l'élite. Jusqu'en 2002, il joue plus de cent quatre-vingt rencontres de championnat. Le 10 février 2002, il dispute son premier match avec l'équipe nationale, contre les Îles Féroé (victoire deux buts à un). Même s'il est un joueur important à l'Odra, il est à l'été la grosse surprise de la sélection de Jerzy Engel, qui l'emmène avec lui pour la coupe du monde. Durant le tournoi, il dispute seulement quelques minutes lors du dernier match de son équipe contre les États-Unis, en entrant en jeu vers la fin à la place d'Emmanuel Olisadebe, l'un des buteurs.

### La fin de carrière
En janvier 2003, le capitaine de l'Odra signe à l'Apollon Limassol, à Chypre, et retrouve Łukasz Sosin, son ancien coéquipier à l'Odrzańscy. Après seulement une année, il revient en Pologne dans son ancien club, l'Odra Wodzisław Śląski. Mais contrairement à ses huit précédentes années à Wodzisław Śląski, il n'est plus titulaire, et décide de partir six mois plus tard. Après deux passages au Podbeskidzie Bielsko-Biała et au Ruch Chorzów, il retourne à Limassol. Quelques mois après sa signature, il met un terme à sa carrière, après avoir remporté le championnat.
Il décide alors de revenir à Wodzisław Śląski pour entraîner les jeunes. Adjoint du coach principal lors de la saison 2007-2008, il assure l'intérim entre avril et mai 2008, puis cède sa place à Janusz Bialek, qui retrouve finalement son poste.

## Palmarès
- Champion de deuxième division polonaise : 1996
- Champion de Chypre : 2006